# عیلکی بالا
عیلکی بالا یک روستا در ایران است که در دهستان براکوه شهرستان خوسف واقع شده‌است. عیلکی بالا ۸۴ نفر جمعیت دارد.